# Krišľovce
Krišľovce (1927–1991 slowakisch Krišlovce – bis 1927 „Križlovce“ oder „Krislovce“; ungarisch Kisvölgy – bis 1907 Krizslóc, älter auch Krislyóc) ist eine Gemeinde im Nordosten der Slowakei mit 27 Einwohnern (Stand 31. Dezember 2024), die zum Okres Stropkov, einem Kreis des Prešovský kraj gehört.

## Geographie

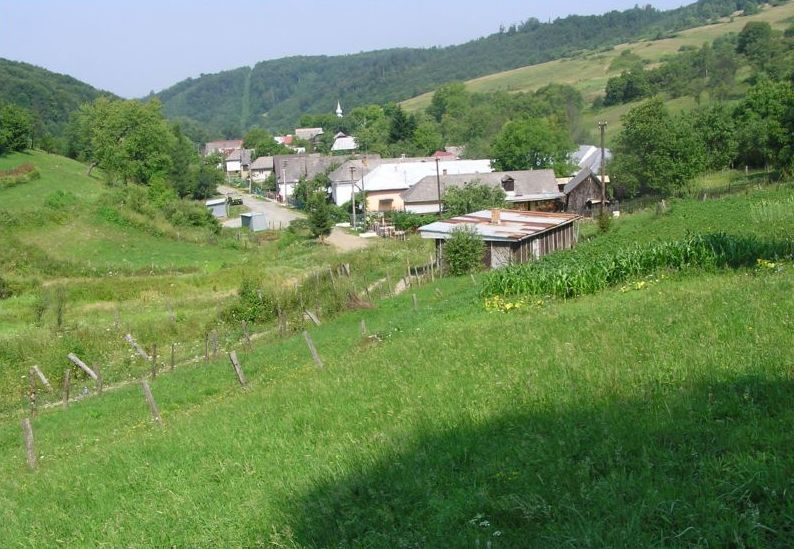
Krišľovce

Die Gemeinde befindet sich in den Niederen Beskiden im Bergland Ondavská vrchovina, im Tal des Baches Krišľovský potok, eines Zuflusses der Brusnička im Einzugsgebiet der Ondava. Das Ortszentrum liegt auf einer Höhe von 290 m n.m. und ist 12 Kilometer von Stropkov entfernt (Straßenentfernung).
Nachbargemeinden sind Brusnica im Westen, Nordwesten und Norden, Jakušovce und Prituľany im Osten und Piskorovce im Süden.

## Geschichte
Krišľovce wurde zum ersten Mal 1567 als Kryslyoc schriftlich erwähnt. Das Dorf gehörte zur Herrschaft von Stropkov, im 18. und 19. Jahrhundert war es Besitz der Familie Barkóczy beziehungsweise Hadik-Barkóczy.
1715 gab es neun verlassene und einen bewohnten Haushalt. 1787 hatte die Ortschaft neun Häuser und 84 Einwohner, 1828 zählte man 17 Häuser und 129 Einwohner, die als Fuhrleute und Waldarbeiter tätig waren.
Bis 1918 gehörte der im Komitat Semplin liegende Ort zum Königreich Ungarn und kam danach zur Tschechoslowakei beziehungsweise heute Slowakei. In der Zeit der ersten tschechoslowakischen Republik waren die Einwohner als Waldarbeiter beschäftigt. Nach dem Zweiten Weltkrieg waren die Landwirte privat organisiert, während andere Einwohner weiterhin im Wald arbeiteten.

## Bevölkerung
| Jahr                | 1994 | 2004     | 2014     | 2024     |
| ------------------- | ---- | -------- | -------- | -------- |
| Anzahl der Personen | 59   | 47       | 33       | 27       |
| Unterschied         |      | −20,33 % | −29,78 % | −18,18 % |

| Jahr                | 2023 | 2024    |
| ------------------- | ---- | ------- |
| Anzahl der Personen | 28   | 27      |
| Unterschied         |      | −3,57 % |

Nach der Volkszählung 2011 wohnten in Krišľovce 36 Einwohner, davon 30 Slowaken. Sechs Einwohner machten keine Angabe zur Ethnie. 
31 Einwohner bekannten sich zur griechisch-katholischen Kirche und ein Einwohner zur römisch-katholischen Kirche. Bei vier Einwohnern wurde die Konfession nicht ermittelt.

## Bauwerke und Denkmäler
- griechisch-katholische Kirche

## Verkehr
Nach Krišľovce führt nur die Cesta III. triedy 3576 („Straße 3. Ordnung“) von Brusnica heraus.